# Mesaana
Mesaana is een van de dertien verzakers, of -zoals zij zich noemen- uitverkorenen, uit de boekencyclus Rad des Tijds van Robert Jordan.
In de Eeuw der Legenden was Mesaana beter bekend als Saine Tarasind. Tarasind was een intelligente en praktisch aangelegde vrouw, die bovenal koppig was. Ze wilde wanhopig een succesvol onderzoekster zijn en streefde haar hele jeugd naar dit doel. Haar droom spatte uiteen toen haar sollicitatie voor een onderzoekspositie aan de Collam Daan werd afgewezen, omdat ze ongeschikt werd geacht.
Men gunde Saine Tarasind echter wel een positie als docente, maar deze baan gaf haar geen voldoening. In plaats van zelf grote ontdekkingen te mogen doen, was Tarasind een laaggeplaatste lerares die alleen oude stof aan haar leerlingen mocht doorgeven.
Toen Tarasind overliep naar de Duistere, kreeg zij de naam Mesaana. Onder de vlag van de Duistere bleek Mesaana een bekwaam generaal te zijn, maar als landvoogdes was er geen betere. De veroverde gebieden werden ordelijk, efficiënt en bekwaam bestuurd. Aan de door de verzakers uitgevoerde gruweldaden, voegde Mesaana een geheel nieuwe dimensie toe; Met haar ervaring als onderwijzeres beschadigde ze een hele generatie jonge mensen, door vanuit het kader van de Duistere les te geven. Kinderen bespioneerden elkaar en ouderen, trokken er plunderend op uit, moordden in de naam van de Duistere en voerden zelfs executies uit.
Toen Mesaane gekerkerd werd in de Bres werd zij geacht van middelbare leeftijd (300 jaar oud) te zijn. Nadat zij uit de verzegeling ontsnapte, verborg Mesaana zich in de Witte Toren. Het is aannemelijk dat zij daar nog steeds verkeert.